# Saint-Léonard, Marne
Saint-Léonard  là một xã thuộc tỉnh Marne trong vùng Grand Est đông nam nước Pháp. Xã này nằm ở khu vực có độ cao trung bình 82 mét trên mực nước biển.